# Allard van der Borch van Verwolde (1881-1944)
Allard Philip Reinier Carel baron van der Borch van Verwolde (Gorssel, 16 april 1881 - Deventer, 12 januari 1944) was een Nederlandse burgemeester.

## Biografie
Van der Borch was lid van de familie Van der Borch en een zoon van burgemeester en Tweede Kamerlid Allard van der Borch van Verwolde (1842-1919), heer van Verwolde en diens tweede echtgenote Paulina Adriana Jacoba barones van Zuylen van Nijevelt (1846-1926). Hij trouwde tweemaal en had uit zijn eerste huwelijk drie dochters van wie er een trouwde met jhr. Paul Johan Marie Coenen (1905-1970), burgemeester van Olst. In 1908 werd hij burgemeester van Holten hetgeen hij zou blijven tot zijn overlijden in 1944. Ook zijn broer Willem Henrik Emile baron van der Borch van Verwolde was burgemeester, van Gorssel.
Van der Borch was ridder in de Orde van Oranje-Nassau.